# رحلة طيران احتفالية

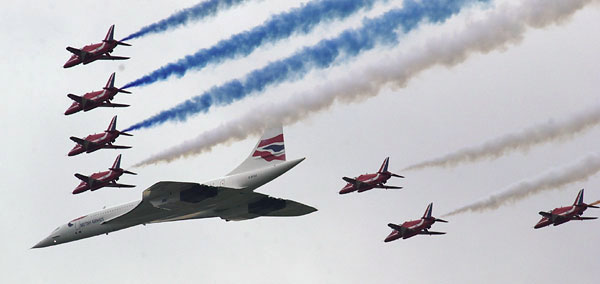
يختتم السهام الأحمر والكونكورد رحلة طيران خاصة فوق قصر باكنغهام، لندن، في 4 يونيو 2002 للاحتفال باليوبيل الذهبي للملكة

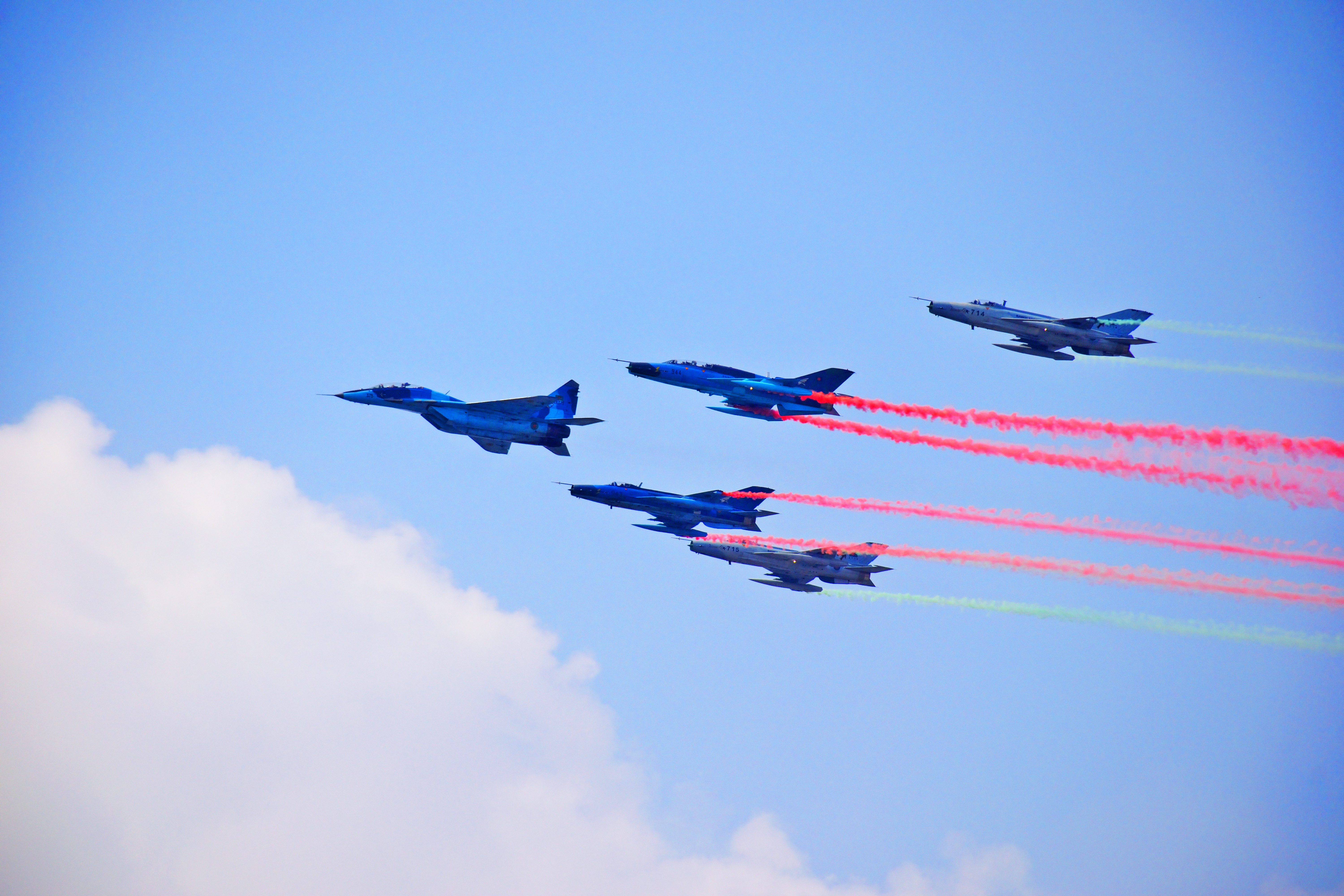
ميكويان ميغ-29 وتشنغدو جيه-7 خلال يوم النصر للقوات الجوية البنجلاديشية رحلات الطيران الاحتفالية وعرض الأكروبات 2016

رحلة طيران احتفالية أو رحلة طيران تشريفية (flypast) هي رحلة احتفالية أو تشريفية بواسطة طائرة أو مجموعة طائرات. يستخدم مصطلح (flypast) في المملكة المتحدة والكومنولث. في الولايات المتحدة، يتم استخدام مصطلحات (flyover) و (flyby).
غالبًا ما يتم ربط رحلات الطيران الاحتفالية بالأحداث الملكية أو الحكومية، والذكرى السنوية، والاحتفالات - وأحيانًا المناسبات الجنائزية أو التذكارية. تحدث أحيانًا رحلات الطيران الاحتفالية في مواقف خاصة، لتكريم شخص ما أو للاحتفال بأنواع معينة من الطائرات. لديهم صلات مع المواكب التي يشكلون المكون الجوي لها. غالبًا ما تحدث في سياقات عرض بحتة في العروض الجوية، ولكن دعامات الطيران المرتبطة بالفخر المدني والاحتفالي والوطني، هي التي تطبع نفسها في ذاكرة الأمة. وصفت بعض أجهزة الطيران في وسائل الإعلام المرئية والمطبوعة بأنها «تاريخية».
يتم عرض رحلات الطيران الاحتفالية بانتظام في الحياة العامة والاحتفالية في المملكة المتحدة، حيث تعمل كنوع معين من التحية الجوية. إنها تعمل على إظهار الاحترام وعرض الطائرات وعرض مهارات الطيران وكشكل من أشكال الترفيه لإسعاد الجمهور، على سبيل المثال، أثناء ظهورهم السنوي بعد استعراض الراية. تعكس رحلات الطيران الاحتفالية معالم الحياة الوطنية؛ تتفاوت في النطاق من شخصي، إلى مجتمعي ومحلي، إلى عسكري، إلى وطني. يمكنهم تكريم الأفراد في الحياة الخاصة أو العامة أو إحياء ذكرى الأحداث في مكان معين. كما أنها تستخدم لتكريم الطائرات. في المناسبات الصغيرة والكبيرة على حد سواء، قد تحدث عبر البر أو البحر، وأحيانًا ترتبط بخدمات الذكرى أو الشكر.
في دول الكومنولث، ولا سيما سنغافورة وكندا وأستراليا، تحدث في الأعياد الوطنية وأحيانًا في الذكرى السنوية. نادرًا ما يتم رؤيتهم في مناطق أخرى.

## المواقع

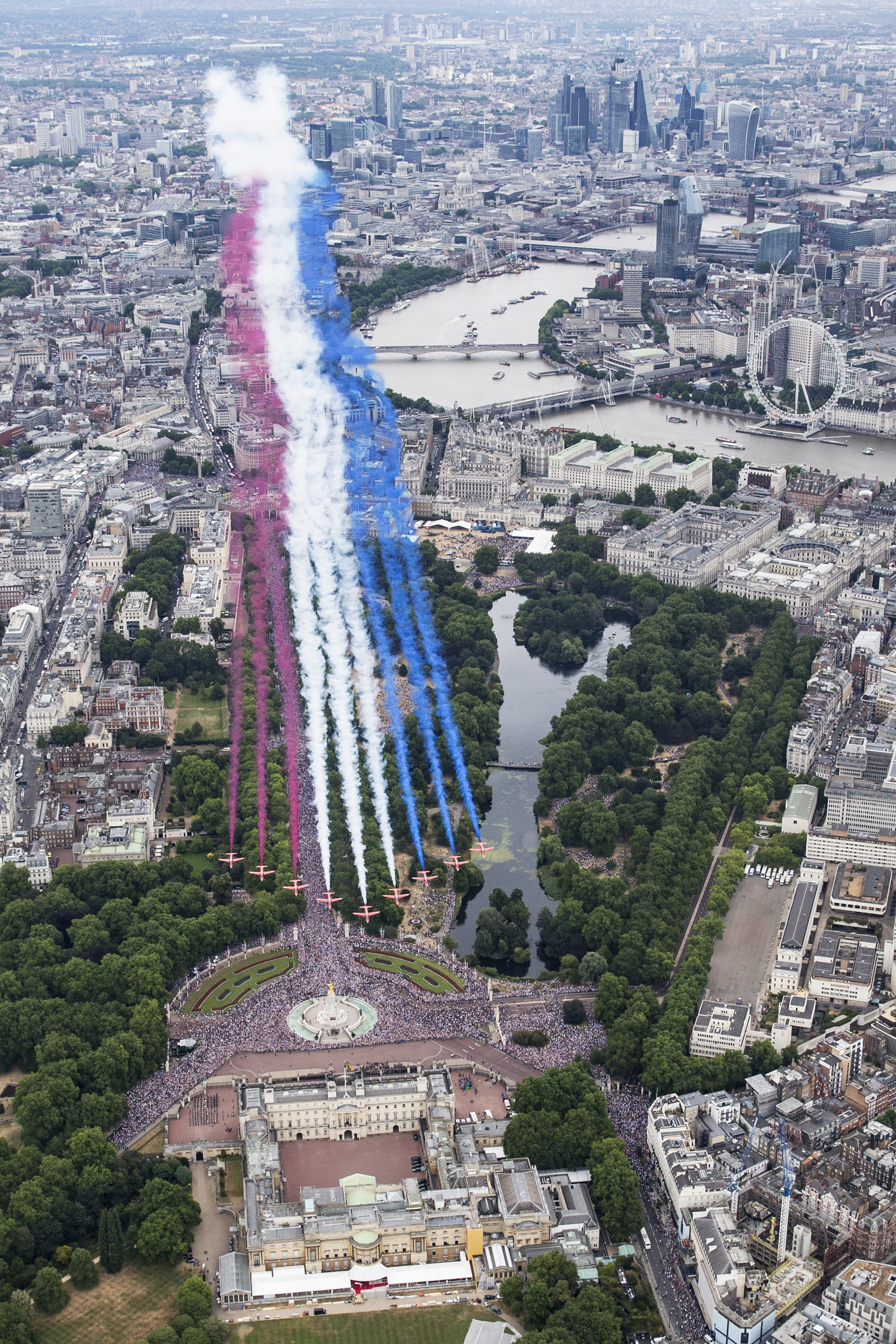
السهام الحمر يشاركون في موكب (RAF100) ويطيروا فوق لندن

عادة ما تكون مواقع رحلات الطيران الاحتفالية ذات أهمية وطنية. في المملكة المتحدة، تشمل هذه قصر باكنغهام، حيث ستنضم العائلة المالكة على الشرفة إلى آلاف المتفرجين في الشوارع والحدائق أدناه. تضمنت إعدادات لندن الأخرى نهر التايمز. تم الاحتفال بالذكرى الخمسين والذكرى الستين للحرب العالمية الثانية من خلال الطيران فوق نورماندي في فرنسا. تمركزت احتفالات ترافالغار 200 فوق بورتسموث وفي البحر.

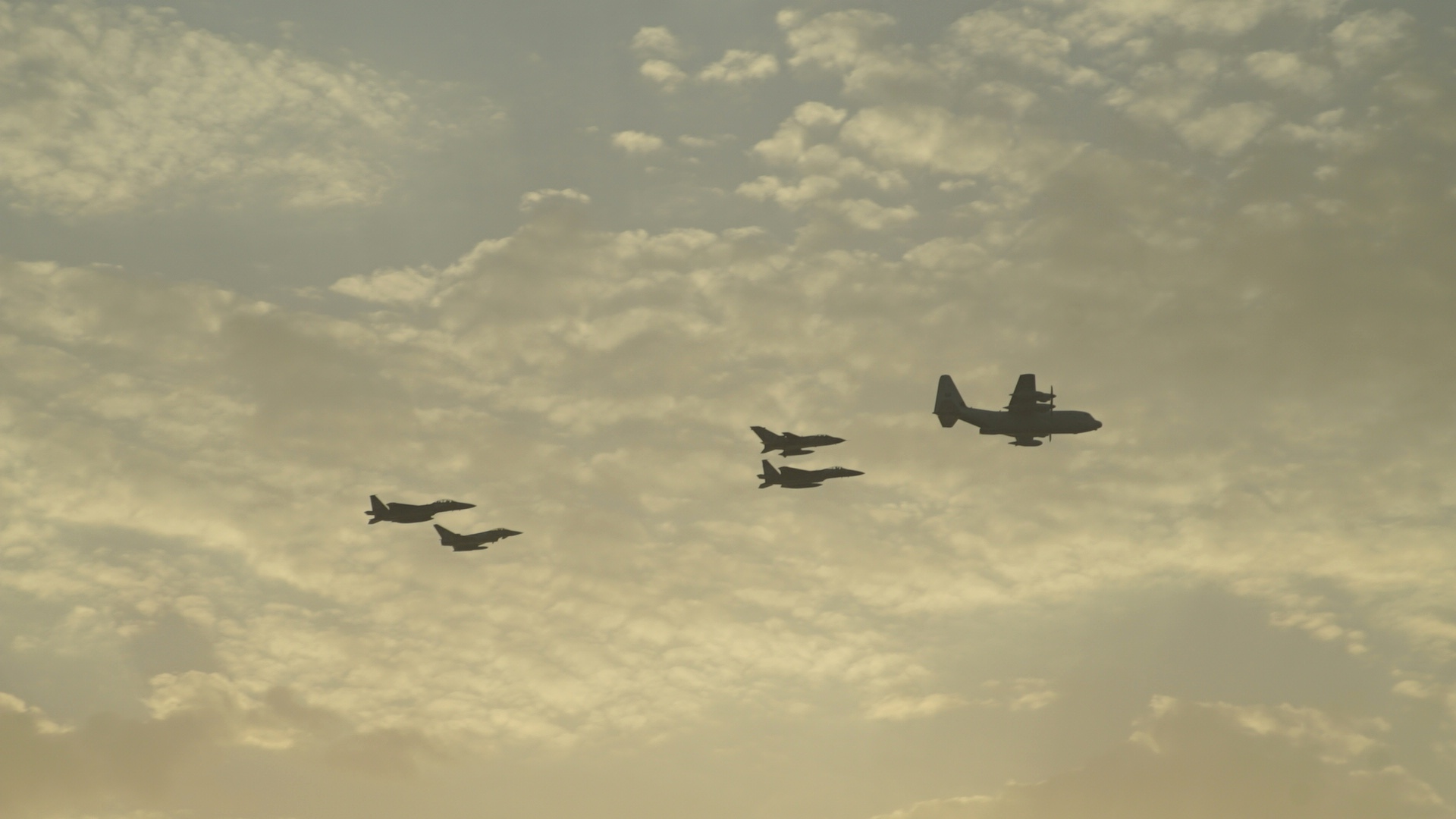
كان هذا خلال الاحتفال باليوم الوطني السعودي التسعين، يظهر في الصورة سي-130 هيركوليز وإف-15 إيغل وإف-15 إي سترايك إيغل وبانفيا تورنادو ويوروفايتر تايفون.

تضمنت الإعدادات الملعب الوطني وذا فلوت آت مارينا باي وبادانق في سنغافورة؛ راجباث في نيودلهي، الهند؛ مبنى البرلمان الباكستاني في إسلام أباد؛ مبنى البرلمان الأسترالي وموكب أنزاك إلى النصب التذكاري للحرب الأسترالية، في كانبيرا؛ تل البرلمان، أوتاوا، أونتاريو، كندا؛ وريزال بارك في مانيلا بالفلبين.

## الطيران المبكر
بدأ اتصال استعراض الراية مع الخطوط الجوية الملكية في عام 1913 عندما أجرى الجناح العسكري لفيلق الطيران الملكي رحلة جوية للملك جورج الخامس في سهل لفان، بالقرب من ألدرشوت.
في 6 يوليو 1935، أجرى جورج الخامس مراجعة اليوبيل الفضي لسلاح الجو الملكي في سلاح الجو الملكي دوكسفورد وسلاح الجو الملكي البريطاني، والتي تضمنت 200 طائرة على الأرض و 350 طائرة.
حضر الملك جورج السادس لوحة طيران في حفل افتتاح معرض إمباير اسكتلندا، لعام 1938 في استاد إيبروكس في 5 مايو 1938، مع قرينته الملكة إليزابيث.

## المملكة المتحدة
رحلات الطيران الاحتفالية هي حدث منتظم في المملكة المتحدة في المناسبات الوطنية أو الاحتفالات. في عام 1954، أجرت الملكة مراجعة تتويج لسلاح الجو الملكي في سلاح الجو الملكي أوديهام والتي تضمنت ما يقرب من 640 طائرة - من بينها 440 طائرة نفاثة.

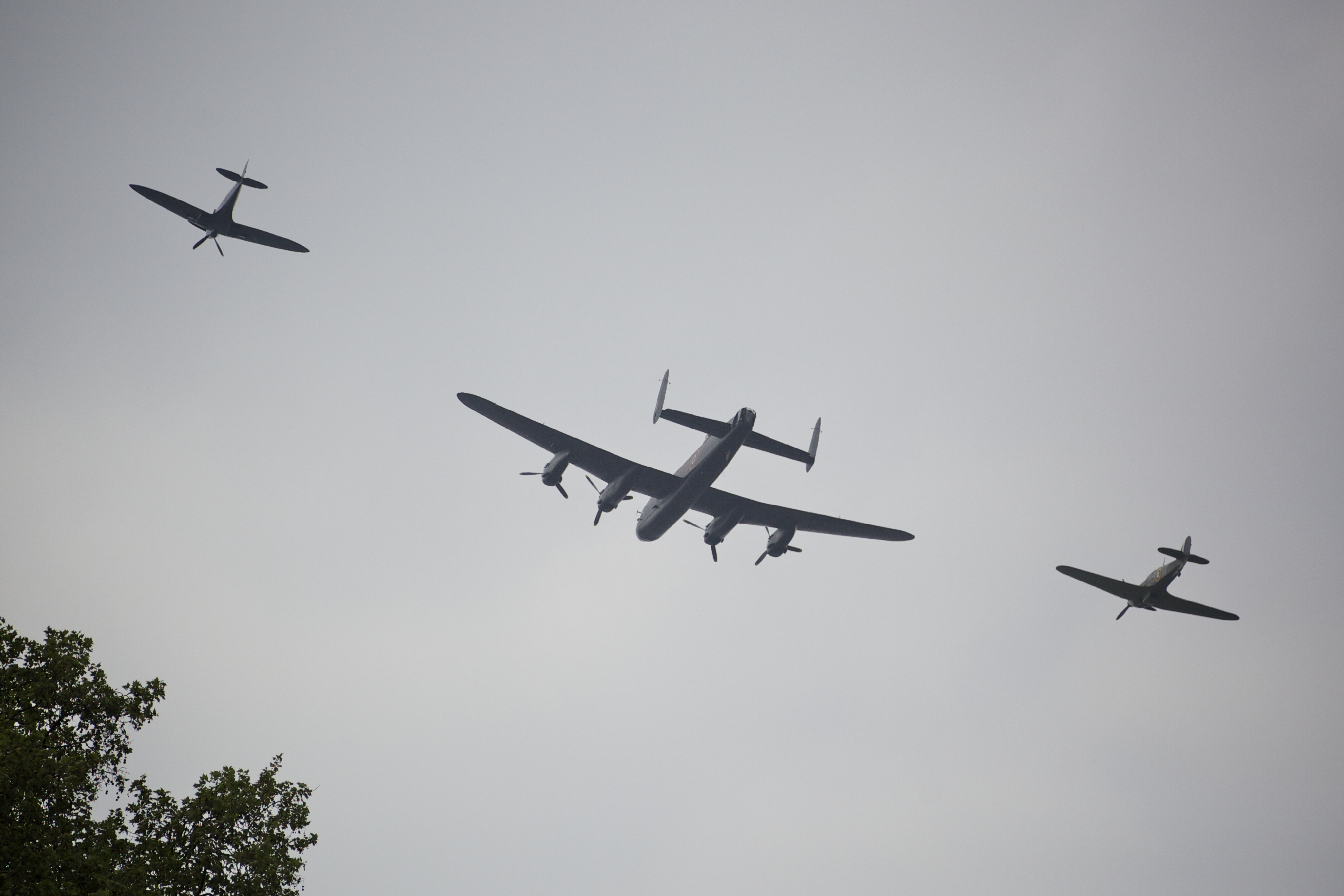
رحلة طيران احتفالية من أفرو لانكاستر، وسوبرمارين سبتفاير وهوكر هوريكان فوق قصر باكنغهام في 29 أبريل 2011، بعد حفل زفاف الأمير وليام، دوق كامبريدج وكاثرين، دوقة كامبريدج

في العديد من المناسبات، يتم تنفيذ عمليات الطيران بواسطة فريق السهام الحمر البهلواني التابع لسلاح الجو الملكي، ولكن في الأحداث الأكثر أهمية مثل المناسبات الملكية، على سبيل المثال عيد ميلاد الملكة الثمانين خلال عام 2006، كان هناك تحليق في أعقاب استعراض الراية. برئاسة لانكستر مع 2 هيريكان و 2 سبيتفاير (رحلة معركة بريطانيا التذكارية)، تضم 49 طائرة في 9 تشكيلات تايفون وجاغوار وترايستار وفي سي 10 وسي-17 إيه غلوب ماستر الثالثة وإي-3 سينتري. كان أبرز ما يميز تشكيل «دايموند 9» (Diamond 9) لـ تورنادو GR4s وظهور كانبيرا برفقة السهام الحمراء.
تقوم الطائرات التاريخية في معركة بريطانيا التذكارية، بما في ذلك سوبرمارين سبتفاير وأفرو لانكاستر بأداء رحلات الطيران على مدار العام خاصة في المناسبات والمناسبات العسكرية وكعلامة على الاحترام في الجنازات والخدمات التذكارية.
في 31 مارس 2021، أجرى السهام الحمر رحلة طيران كجزء من سلسلة من الأحداث التذكارية التي أقيمت في أستراليا للاحتفال بالذكرى المئوية لسلاح الجو الملكي الأسترالي (القوات الجوية الملكية الأسترالية).

## الاحتفالات بالعيد الوطني أو الجمهوري
في العديد من البلدان، تعد دعامات الطيران، التي يؤديها عادة فريق الأكروبات الدقيقة التابع للقوات الجوية للدولة، جزءًا لا يتجزأ من احتفالات يوم الجمهورية أو العيد الوطني.
في يوم كندا الأول من يوليو، قامت فرقة سنوبيردز التابعة لسلاح الجو الملكي الكندي برحلة طيران فوق تل البرلمان في أوتاوا. في عام 2017، تم تمديد هذا رحلات الطيران الاحتفالية ليشمل 39 طائرة للاحتفال بعيد ميلاد كندا الـ 150.
تجري القوات الجوية الباكستانية رحلة جوية كل عام في 23 مارس للاحتفال بإعلان لاهور واليوم الجمهوري لباكستان الذي وقع في 23 مارس 1956. يتم ذلك في إسلام أباد.
في سنغافورة، احتفل موكب العيد الوطني في 9 أغسطس 2005 بمرور 40 عامًا على الاستقلال مع مسار طيران متقن  بما في ذلك طائرتان هليكوبتر من طراز شينوك ترفعان العلم الوطني بعد مسرح Esplanade في بادانغ.
في فنلندا، خلال موكب يوم الاستقلال في 6 ديسمبر / كانون الأول، كان سلاح الجو الفنلندي يقوم تقليديًا بجولة جوية لأربعة مقاتلين في الوقت الذي تمر فيه الشركة الفخرية للقوات الجوية على المنصة حيث كان ممثل قدامى المحاربين وممثل عن المدينة وقائد المقاطعة العسكرية المعنية يستقبل جنود العرض المسير في الماضي، كما قامت كتيبة طائرات الهليكوبتر التابعة لفوج فوج أوتي جايغر بتنفيذ جسور علوية في الوقت نفسه عندما تمر الفرقة الفخرية للجيش الفنلندي المقدمة من فوج أوتي جايغر (Utti Jaeger) على المنصة.
في الفلبين، تُقام رحلات الطيران الاحتفالية (وتسمى أيضًا flybys) من قبل القوات الجوية الفلبينية للاحتفال بعيد الاستقلال في 12 يونيو ويوم ريزال في 30 ديسمبر.
- بنغلاديش
 ياكوفليف ياك 130 من القوات الجوية البنغلاديشية  تطير فوق أرض العرض الوطني أثناء  يوم النصر في بنغلاديش (2016)
- الهند
خمس طائرات من القوات الجوية الهندية في شكل سهم تحلق فوق راجباث ، بمناسبة 67 موكب عيد الجمهورية ، في نيودلهي (2016)
- إيطاليا
 السهام ثلاثية الألوان خلال عيد الجمهورية (2006)
- فرنسا
 The دورية فرنسا خلال استعراض 14 يوليو العسكري (2007)
- باكستان
 طائرتان من  القوات الجوية الباكستانية جيه إف-17 ثاندر خلال يوم الجمهورية الباكستانية (2007)

## الذكرى السنوية للقوات الجوية

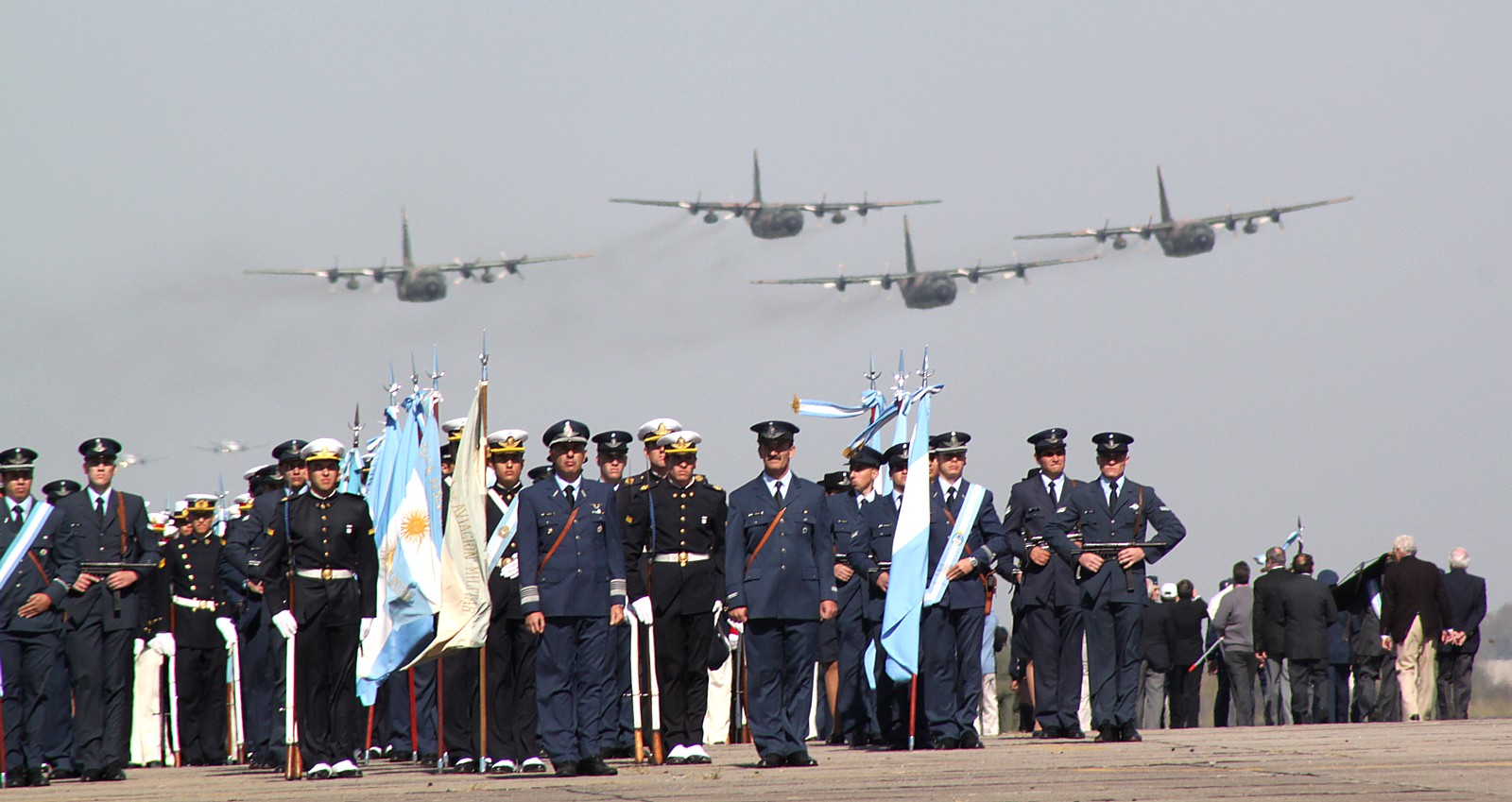
سي-130 في رحلة طيران احتفالية، معرض الجو لعام 2010، قاعدة مورون الجوية، الأرجنتين

خلال أكتوبر 2006، احتفلت القوات الجوية الهندية بيوبيلها البلاتيني مع طيران من حوالي 78 طائرة، بما في ذلك سوخوي 30 إم كيه أي وميراج 2000 وميغ-25.
في الأول من أبريل / نيسان 2008، أقيمت طائرة من قبل السهام الحمراء فوق وسط لندن للاحتفال بالذكرى التسعين لتأسيس سلاح الجو الملكي. تم الاحتفال أيضًا بهذا الإنجاز في يونيو بعد استعراض الراية 2008 مع تحليق من 55 طائرة، وفي يوليو من خلال استعراض ملكي وطائرة من 90 طائرة في «رويال انترناشيونال اير تاتو».
بعد عشر سنوات، تم الاحتفال بالذكرى المئوية لسلاح الجو الملكي البريطاني فوق المركز التجاري ولندن وقصر باكنغهام في 10 يوليو 2018 مع طيران واسع النطاق يضم الأسهم الحمراء ورحلة معركة بريطانيا التذكارية وطائرات من عدة أسراب تابعة لسلاح الجو الملكي. تضمنت هذه الطائرة 103 طائرة من 24 نوعًا مختلفًا، موزعة على عشرين تشكيلًا مختلفًا. استغرق الطيران بأكمله تسع دقائق لعبور لندن. كان هذا أيضًا أطول مسار طيران لسلاح الجو الملكي على الإطلاق: خط من الطائرات يمتد أكثر من 60 ميلًا ويضم طائرات من 17 مطارًا مختلفًا في جميع أنحاء المملكة المتحدة.

## الحرب العالمية الثانية
- (1945) تشكيل الطائرات الأمريكية فوق يو إس إس ميسوري وخليج طوكيو للاحتفال بالتوقيع على الاستسلام
- (2005) خمس طائرات تحلق فوق كانبرا ليوم الانتصار على اليابان. من أعلى إلى أسفل: كورتيس بيه-40 وارهوك وسوبرمارين سبتفاير ونورث أمريكان بيه-51 موستانغ وغلوستر ميتيور وإف/إيه-18 هورنت
- (2010) العلم الروسي الذي قدمته سوخوي سو-25 خلال موكب يوم النصر لإحياء الذكرى 65 لهزيمة ألمانيا النازية.
- (2019) يتم تفسير ألوان العلم البيلاروسي خلال رحلة جوية لسلاح الجو البيلاروسي خلال موكب يوم الاستقلال تكريما للذكرى 75 لتحرير بيلاروسيا.

تم الاحتفال بالإنجازات التي تحققت في الحرب العالمية الثانية في ذلك الوقت واستمر الاحتفال بها في الطائرات. استخدم سلاح الجو الملكي السدود العلوية لخزان ليديباور للتدرب على غارات دامباسترز ويتم الاحتفال بهذا في بعض الأحيان في رحلات الطيران من قبل رحلة معركة بريطانيا التذكارية.
حدثت أكبر رحلة طيران في التاريخ عند توقيع أداة الاستسلام اليابانية التي أنهت الحرب بين اليابان والقوى المتحالفة في خليج طوكيو في 2 سبتمبر 1945. وشاركت 400 قاذفة قنابل من طراز بي-29 و 3000 طائرة حاملة.
في 15 سبتمبر 1945، بعد انتهاء الحرب، حلقت حوالي 300 طائرة فوق لندن في أول رحلة طيران في ذكرى معركة بريطانيا. «كان التشكيل بقيادة سرب 247 في مقاتلاتهم الجديدة من مصاصي الدماء، وكانت المرة الأولى التي يرى فيها الجمهور الطائرة.» يبدو أن دوغلاس بدر قاد هذا الذبابة (بطل سلاح الجو الملكي البريطاني الذي احتفل به وصوره كينيث مور في فيلم Reach For the Sky.)
يتذكر أحد الحاضرين عرضًا للنصر في لندن في 8 يونيو 1946 يضم دراجتين، أحدهما أثناء النهار والآخر في الليل. وشاركت في المؤتمر عشرات الطائرات من مختلف الأنواع.
تم إحياء الذكرى الخمسين والذكرى الستين للحرب العالمية الثانية بأقواس كبيرة. في 15 سبتمبر 1990، احتفلت 168 طائرة في سبعة تشكيلات بالذكرى الخمسين لمعركة بريطانيا. حدثت رحلات طيران أخرى في 6 يونيو 1994، للاحتفال بالذكرى الخمسين لإنزال النورماندي.
خلال عطلة نهاية الأسبوع من 19 إلى 20 أغسطس 1995، تم الاحتفال بالذكرى الخمسين ليوم الانتصار على اليابان في لندن، بما في ذلك «دقيقتان صمت... انتهى بها قاذفة أفرو لانكستر تحلق فوق المركز التجاري وإسقاط حوالي مليون الخشخاش فوق المركز التجاري. موقع.» في المساء، كان هناك طيران آخر على نهر التايمز.
احتفل 6 يونيو 2004 بالذكرى الستين ليوم الإنزال في نورماندي، مع إحياء ذكرى إنزال نورماندي من قبل قدامى المحاربين (العديد من الذين تزيد أعمارهم عن 80 عامًا) والقادة السياسيين في مواقع في جميع أنحاء نورماندي. نثرت رحلة معركة بريطانيا التذكارية ملايين الخشخاش فوق المحاربين القدامى أثناء عبورهم القنال الإنجليزي بالعبّارة. في وقت لاحق، حلقت فوق المحاربين القدامى في آرومانش واختتمت مراسم تأبين مع 47 طائرة من الطائرات العسكرية الحديثة بقيادة السهام الحمراء لسلاح الجو الملكي البريطاني. في جسر بيغاسوس، أجرى سلاح الجو التابع للجيش رحلة جوية بطائرات هليكوبتر من طراز لينكس.
في 5 يونيو 2019، أقيمت رحلة جوية مكونة من 24 طائرة تابعة للقوات المسلحة البريطانية فوق غوسبورت للاحتفال بالذكرى السنوية الخامسة والسبعين ليوم الإنزال. كان رحلات الطيران الاحتفالية جزءًا من سلسلة أكبر من الأحداث التذكارية لإحياء الذكرى، والتي أقامها دونالد ترامب وقادة آخرون في العالم.
في 10 يوليو 2005، تم الاحتفال بالذكرى الستين ليوم VE من خلال طيران قديم من الطائرات القديمة التي أسقطت مرة أخرى مليون الخشخاش على الحشود في المركز التجاري.
تم الاحتفال بالذكرى الستين لغارة دامباسترز في عام 2003 من خلال تحليق آخر لانكستر عملياتية فوق المنحدرات في ريكلفر، موقع الاختبارات السرية لقنبلة ارتداد المخترع بارنز واليس. (كانت هذه الرحلة جزءًا من سلسلة أكبر من الطائرات فوق المواقع الرئيسية بواسطة رحلة معركة بريطانيا التذكارية.)
في 16 مايو 2008، حضر ليه مونرو، آخر قائد سرب على قيد الحياة، وريتشارد تود، نجم الفيلم الشهير <i id="mwAWI">The دامباسترز</i>، خدمة الذكرى السنوية الـ 65 ويطير فوق خزان Ladybower. على ارتفاع 100 قدم، مقارنة بـ 60 قدمًا من دورات دامباسترز التدريبية، مرت طائرة لانكستر واحدة ثلاث مرات فوق مياه ديروينت. كما شاركت طائرة سبيتفاير واثنان من تورنادو وطائرة نقل داكوتا.
في عام 2003، احتفلت القوات الجوية الملكية الأسترالية بذكرى يوم أنزاك مع أربع طائرات - هارفارد ووينجيل - فوق النصب التذكاري في بالارات، فيكتوريا.
كرمت القوات الجوية الملكية الكندية في متحف الطيران الكندي في أوتاوا مشاركة كندا واحتفلت بالذكرى الستين لمعركة بريطانيا في 17 سبتمبر 2006. قامت الطائرات الحديثة بأداء رحلة طيران إلى جانب أربع طائرات من الحرب العالمية الثانية قدمتها شركة (Vintage Wings of Canada) التي صنعت «تشكيلًا لمرة واحدة في العمر».
للاحتفال بالذكرى السبعين ليوم النصر في أوروبا، تم إجراء رحلة جوية من 56 طائرة تاريخية فوق ناشونال مول في واشنطن العاصمة في 8 مايو 2015. كان هذا المنظر الجوي نادرًا بالنسبة للمقيمين، حيث كانت المرة الأولى منذ عدة سنوات التي يتم فيها فتح المجال الجوي المحظور فوق واشنطن لهذه المناسبة.
في 24 سبتمبر 2020، من المقرر إجراء رحلة طيران مماثلة فوق ناشونال مول في واشنطن العاصمة للاحتفال بالذكرى السنوية الخامسة والسبعين لنهاية الحرب. من المتوقع أن تشمل هذه الطائرة ما يقرب من 100 طائرة قديمة موزعة على 24 تشكيلًا. تشمل الطائرات المتوقع مشاركتها كيرتس بي 40 وارهاوك، وبيل بي -39 أيراكوبرا، وفوت إف فور يو كورسير، وأمريكا الشمالية بي -25 ميتشل، وبوينغ بي 17 فلاينق فورتريس، ودوغلاس سي -47 سكاي ترين، وأفرو لانكستر، وسوبر مارين سبيتفاير، وهوكر إعصار. في لندن، كان من المقرر عقد رحلة طيران تتكون من السهام الحمراء ورحلة معركة بريطانيا التذكارية في 8 مايو، ولكن تم إلغاؤها لاحقًا بسبب وباء كوفيد-19.

## الرحلات الفضائية

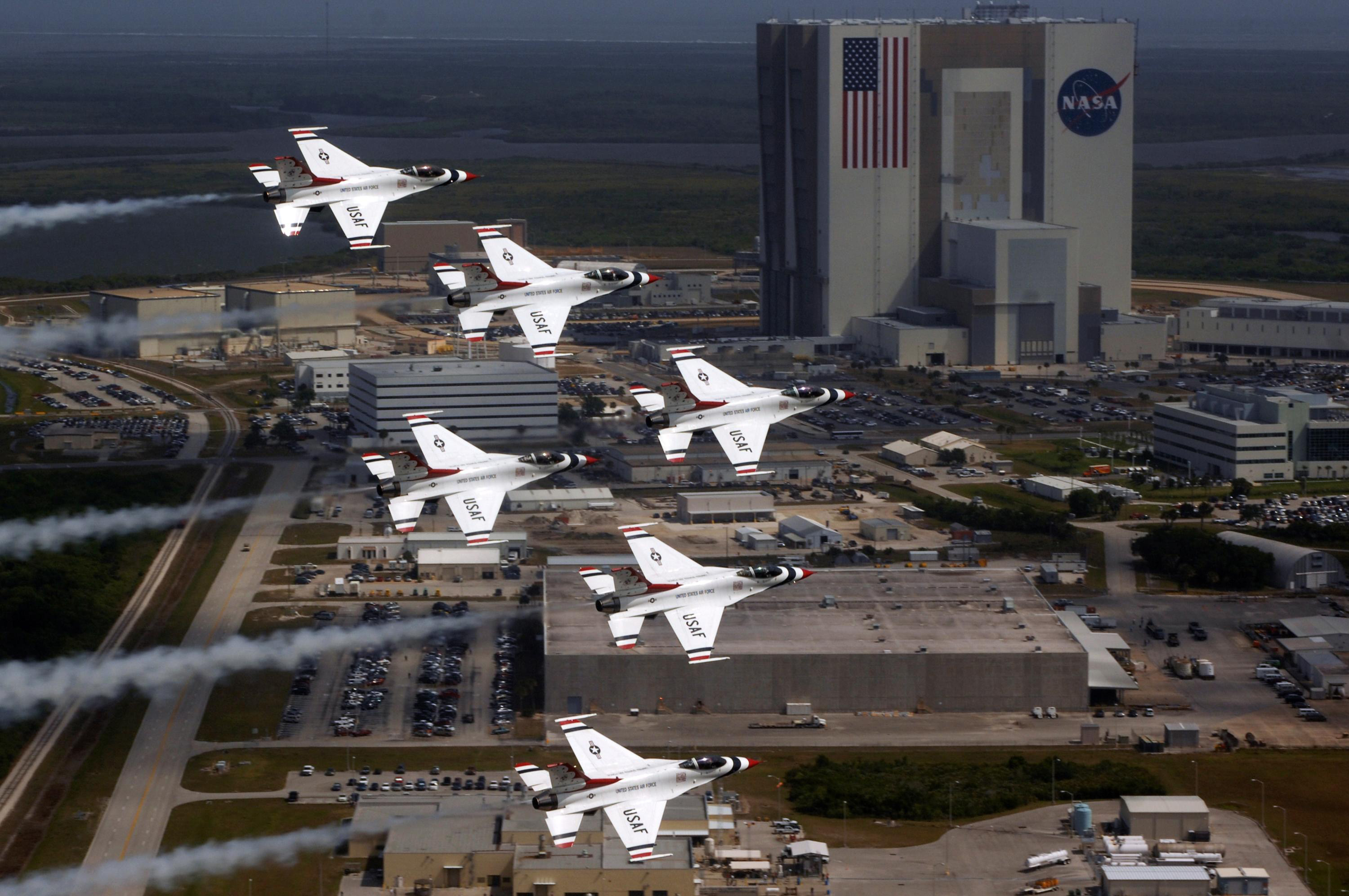
تحلق طائرات ثندربيرد إف 16 التابعة لسلاح الجو الأمريكي فوق مبنى تجميع المركبات في مركز كينيدي للفضاء في يوليو 2007.

في 7 مايو 2007، شاهد مئات العمال في مركز كينيدي للفضاء قيام القوات الجوية الأمريكية ثندربيردز بسلسلة من التمريرات فوق المنطقة الصناعية الرئيسية، حيث يتم صيانة مكوك الفضاء وإعداده للإطلاق. كان الغرض من هذا العرض هو تصوير الطائرات في مدينة الكويت للأغراض الترويجية. بعد ستة أشهر تقريبًا، في نوفمبر 2007، استضاف مركز كينيدي للفضاء افتتاح معرض الفضاء العالمي. تميز الافتتاح بتحية جوية لناسا مع ثندربيردز باعتبارها عامل الجذب الرئيسي.

## رياضات

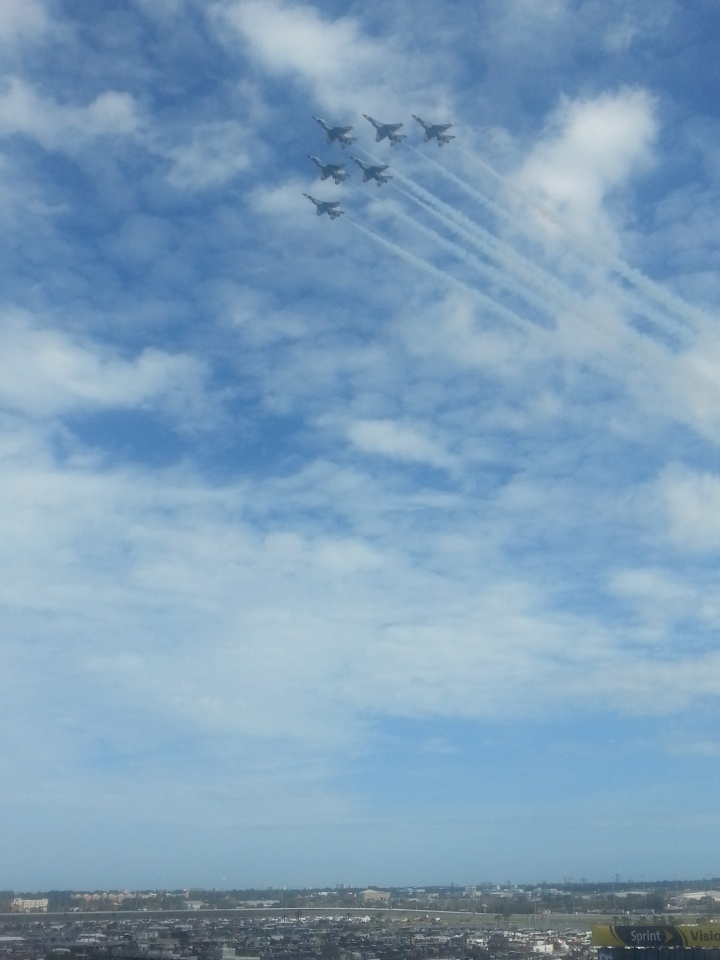
جسر علوي مع ست طائرات من طراز إف-16 فايتينغ فالكون (سلاح الجو الأمريكي ثندربيرد) في تشكيل «دلتا» قبل دايتونا 500، 2016

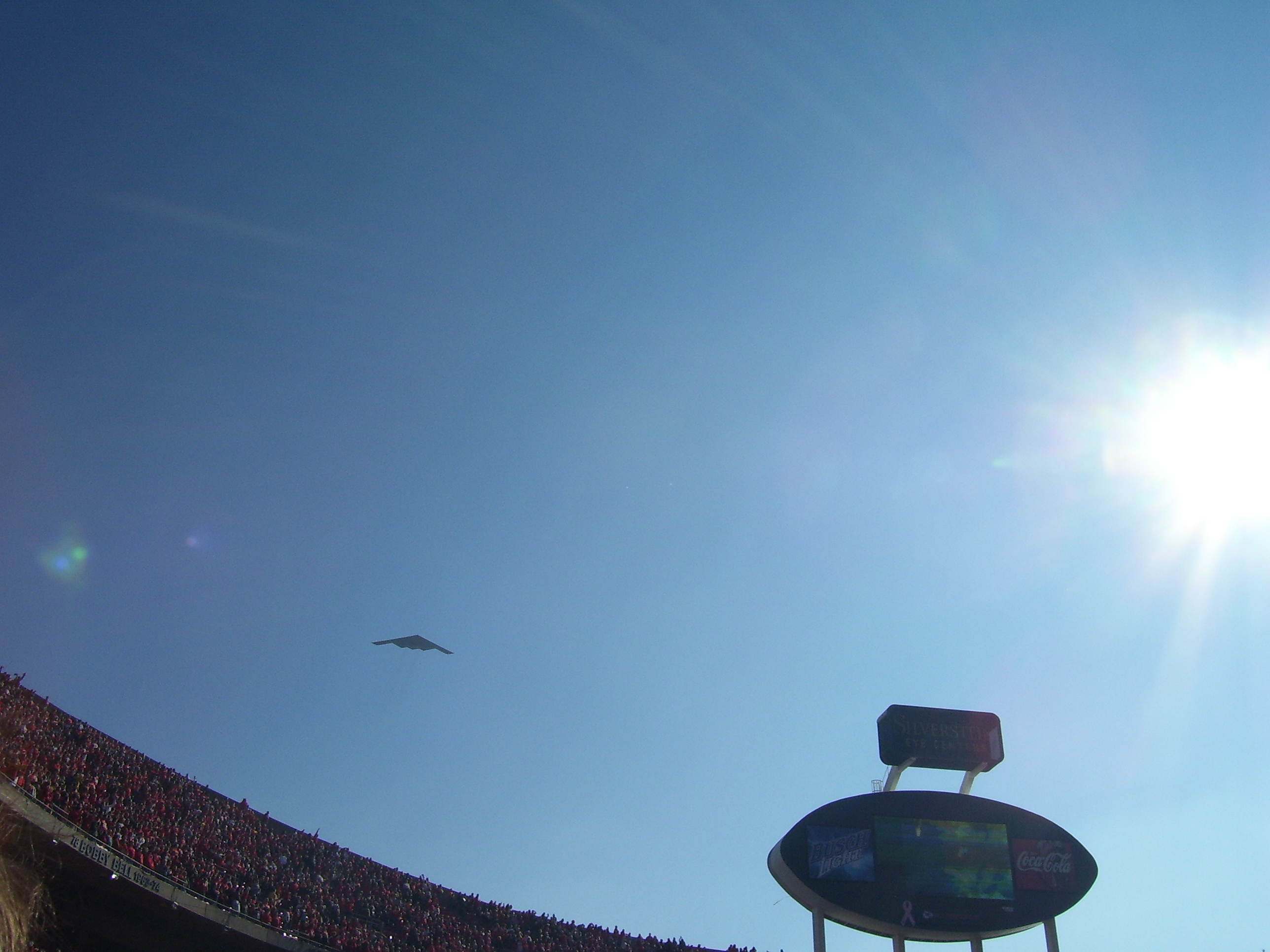
طائرة بي 2 سبيرت (من قاعدة وايتمان الجوية) تحلق فوق ملعب أروهيد قبل مباراة كانساس سيتي تشيفز - أوكلاند رايدرز الوطنية لكرة القدم، 2006

تُظهر رحلات الطيران الاحتفالية أيضًا الفخر الوطني في الأحداث الترفيهية والرياضية البارزة.
- كندا: تقوم فرقة سنو بيردز بأداء رحلات الطيران الاحتفالية بعد النشيد الوطني يا كندا في كل حدث سنوي لكأس غراي، وهو أكبر حدث رياضي في كندا. كانت رحلات الطيران الاحتفالية شائعة إلى حد ما في ألعاب البلاي أوف التي تتضمن وينيبيغ جيتس من NHL، تحلق فوق منطقة مشاهدة المعجبين (Winnipeg Jets Street Party) خارج كندا لايف سنتر بعد أداء يا كندا.[25][26]
- إيطاليا: من بين الاحتفالات بالفوز بكأس العالم لكرة القدم في عام 2006، كان هناك تحليق من قبل فريتشي تريكولوري في براتيكا دي ماري، متدفقًا باللون الأحمر والأخضر والأبيض للعلم الإيطالي.
- الولايات المتحدة: تعتبر الجسور العلوية شائعة في الأحداث الرياضية والسباقات الاحترافية كجزء من أداء النشيد الوطني الأمريكي.[27] كان الجسر من تقاليد ناسكار القوية، حيث أن كل سباق رئيسي يتميز بسباق واحد، وعادة ما يؤديه سلاح الجو أو جناح الحرس الوطني الجوي في المنطقة، وفي بعض الحالات الوحدات الجوية البحرية والبحرية. كما قامت طائرات هليكوبتر تابعة للجيش بدورها في بعض الأحيان. كما أنه عنصر أساسي في النشيد الوطني في (NFL) سوبر بول وألعاب MLB World Series و (Major League Baseball All-Star Game). يحدث الجسر العلوي في بداية المباراة النهائية للرجال في بطولة الولايات المتحدة المفتوحة للتنس. عادة ما يتم تنفيذ ذلك من قبل الملائكة الزرق (Blue Angels)، سرب الاستعراضات البهلوانية الرسمي للبحرية الأمريكية. تأخذ رحلة الطيران أماكنها قبل بدء سباق إنديانابوليس 500 ميل، وهو أكبر حدث رياضي ليوم واحد في العالم. في معظم أحداث السباق في ناسكار، تقام الجسور، خاصة في دايتونا 500. تجري الطائرات العسكرية الأمريكية، التي تقام سنويًا في عطلة نهاية الأسبوع في يوم الذكرى، رحلة طيران بينما تُلعب أغنية "Taps" إحياءً لذكرى يوم الذكرى. في بعض السنوات، شاركت عدة طائرات في تنفيذ تشكيل الرجل المفقود.

## وسائل الترفيه
أظهرت نيوزيلندا فخرها لكونها موقع سيد الخواتم(The Lord of the Rings)، في العرض الأول في ويلينعتون للفيلم الثالث في ثلاثية، عودة الملك. حلقت طائرة من طراز بوينغ 747-400 تابعة للخطوط الجوية النيوزيلندية في لورد أوف ذا رينغز في رحلة تاريخية فوق أوكلاند، وهاملتون، وتورانجا، وجيسبورن، ونابير، «مما مكن أكثر من مليوني شخص، واحد من كل اثنين من مواطني نيوزيلندا، من المشاركة في إثارة سيد الخواتم». كانت هذه هي المرة الأولى التي تقوم فيها طائرة 747-400 بمثل هذا التحليق في نيوزيلندا.

## النصب التذكارية
تم إنهاء جنازة التينور الإيطالي لوتشيانو بافاروتي بواسطة طائرة من فريتشي تريكولوري فوق كاتدرائية مودينا، مسقط رأسه، في 8 سبتمبر 2007. شهد عشرات الآلاف من الأشخاص الذين تقدموا أمام نعشه أثناء وجوده في حالة من الاحترام والحداد.
اختتمت مراسم تأبين رئيس الوزراء الأسترالي السابق غوف ويتلام في 5 نوفمبر 2014 بتحليق تشكيل جوي بواسطة أربع طائرات من طراز إف/إيه-18 هورنت من القوات الجوية الملكية الأسترالية في تشكيل الرجل المفقود.
اختتمت الجنازة الوطنية لعام 2022 لأسطورة الهوكي في مونتريال كنديانز غاي لافلور، هداف الامتياز، بجولة علوية بطائرة مقاتلة من طراز سي إف-18 من سلاح الجو الملكي الكنديحيث غادر موكب الجنازة كاتدرائية ماري ملكة العالم في مونتريال.

## وقائع وحوادث
أصيب بعض سكان كانبيرا بالذعر أثناء قيام طائرتين نفاثتين من طرازإف-111 آردفارك فوق مبنى البرلمان عام 2003، احتفالًا بالذكرى المئوية لإنشاء المحكمة العليا الأسترالية. وقد تجلت على أنها «كرتان صاخبتان من اللهب تصرخان في سماء المنطقة على ارتفاع حوالي 300 متر وتتجهان نحو معالم المدينة». وصدرت بيانات صحفية، لكن لم يتم إبلاغ الشرطة.
في غوا، الهند، خلال احتفالية بمناسبة اليوبيل الفضي للسرب الجوي البحري 315 في عام 2002، تحطمت رؤوس أجنحة طائرتين من طرازإليوشن إل-38 في الجو، مما أدى إلى فقدان عشرات الأرواح لاحقًا. وأثارت الحادثة تساؤلات حول ضرورة استخدام طائرات الهليكوبتر التي «على الرغم من كونها مذهلة ومسلية، إلا أنها قد تكون محفوفة بالمخاطر».

## روابط خارجية
- صور فوتوغرافية لمراجعة الملك جورج بتاريخ ٦ يوليو 1935
- البرنامج الرسمي لـ Victory موكب في لندن 8 يونيو 1946، بما في ذلك رحلات الطيران الاحتفالية
- تقرير عن عرض الملكة في يوليو 2003 للون البحرية الملكية
- صور من رحلات الطيران الاحتفالية وغيرها من الأحداث في الذكرى 125 لغرق قارب نجاة إليزا آدامز
- عرض طائرات الهليكوبتر والسهم الأحمر في ترافالغار 200، 28 يونيو 2005
- عرض اللورد مايور، والذي يبدأ مع رحلات الطيران الاحتفالية
- صور من رحلات الطيران الاحتفالية ل استعراض الراية 2004
- صورة بي بي سي (صورة رقم 10) من رحلات الطيران الاحتفالية احتفالية كأس العالم 2006 إيطاليا